# Língua xetá
Xetá é uma língua indígena brasileira que era falada pelos Xetá, habitantes da Serra dos Dourados (Paraná) à época do contato (regularmente a partir de 1950). Esta língua, pertencente ao tronco Tupi, está classificada no sub-ramo I, cf. os estudos do prof. Aryon Rodrigues. Atualmente, os descendentes tentam reaprender a língua de seus ancestrais, já que, devido ao massacre ocorrido na região, nenhum deles pôde aprender a falar com proficiência esta língua indígena.

## Verbos para ingerir
Em português existem diversos verbos para ingerir: comer, beber, inspirar entre outros, mas em língua tupi há um único verbo para isso:  'ú.
Porém, como os xetás eram caçadores coletores seus verbos para tal têm 4 formas especiais:
- pawâwa - comer carne de tamanduá;
- jururi - comer carne de animais agressivos, predadores;
- pókai - comer carne de animais aquáticos;
- ú - carne de animais não incluídos nos casos acima, produtos animais (leite, mel), vegetais, beber líquidos.

## Vocabulário
Vocabulário xetá (Fernandes 1958: 10-13):
| Português                             | Xetá             |
| ------------------------------------- | ---------------- |
| língua                                | inko             |
| boca                                  | dióri            |
| dente                                 | nénai            |
| nariz                                 | sapôta           |
| olho                                  | imahâ            |
| orelha                                | ñambi            |
| cabeça (parte superior)               | tixapotê         |
| cabeça (total                         | ñakankaue        |
| cabelo                                | ñâka             |
| barba                                 | tirá             |
| mão                                   | êpo              |
| cotovelo                              | ama              |
| polegar                               | tikaáudio        |
| dedo mínimo                           | inkanawakan      |
| unha                                  | puâpe            |
| pé em geral                           | prohá            |
| coxa                                  | ñôr              |
| panturrilha                           | etâma-la         |
| joelho                                | enápua           |
| perna                                 | etâma            |
| unha do pé                            | posiâpe          |
| casco de animal                       | posiâbe          |
| costela                               | ñalóka           |
| peito                                 | pasiá            |
| mamelão do homem                      | ikãta            |
| seio                                  | kamoá            |
| mamelão feminino                      | ikãta            |
| pele                                  | êti              |
| osso                                  | inkã             |
| sangue                                | hôga             |
| veia (vaso sangüíneo)                 | hâdia            |
| carne                                 | haikâ            |
| coração                               | henia            |
| água                                  | hôñe             |
| rio                                   | ?                |
| regato                                | ?                |
| fogo                                  | haikela          |
| fumaça                                | tatâde           |
| cinza                                 | tatâupa          |
| carvão de madeira                     | tátâbui          |
| céu                                   | tataka           |
| cerração, nevoeiro                    | hawãndie         |
| chuva                                 | atêg             |
| orvalho                               | achabue          |
| vento                                 | awôto            |
| relâmpago                             | auêra            |
| arco-íris                             | nitiô            |
| sol                                   | enexâve          |
| aurora                                | kádo             |
| dia                                   | alâdia           |
| noite                                 | poá              |
| manhã                                 | memóe            |
| tarde                                 | kerakadso        |
| lua                                   | nhanetavetoa     |
| estrela                               | iatêda           |
| plêiades                              | hetai            |
| terra, solo                           | ewûa             |
| caminho (trilha de índio)             | péka             |
| selva, floresta                       | ñyata            |
| areia                                 | takarói          |
| pedra                                 | itá              |
| casa                                  | tâpui            |
| cesta                                 | pinako, eváitá   |
| lenha                                 | niapiá           |
| aparelho ignígeno                     | tatail           |
| lasca de madeira (cavaco)             | hágue            |
| abanador, esteira                     | tapéguá          |
| machado                               | nepraka          |
| arco                                  | guarâba          |
| corda de arco                         | napádia          |
| flecha                                | vûá              |
| emplumação da flecha                  | upéba            |
| flecha com ponta de madeira barbelada | alauête          |
| flecha para pássaro                   | narâpia          |
| clava                                 | auêrapingebo     |
| punção (pequeno osso aguçado)         | haikiinka        |
| tanga                                 | hamiakâ          |
| flauta de Pã                          | tâgua            |
| cabaça (fruto)                        | kôgua            |
| cabaça (recipiente)                   | amawá            |
| canto                                 | aprai            |
| nome (grupo de índios de Dourados)    | xetá             |
| botocudo (homem com ornato labial)    | heméta           |
| varão (homem)                         | kanome           |
| marido                                | teiradwa         |
| pai                                   | mai              |
| mãe                                   | hai              |
| criança                               | nieue kauai      |
| filho                                 | timêmo           |
| menino                                | txigoi, xigoi    |
| irmão                                 | mendjâgoi        |
| irmã                                  | nadsiaguê        |
| mulher                                | ñanekoinha, kôña |
| esposa                                | simirâda         |
| filha (menina)                        | tiguá            |
| filha (jovem moça)                    | timémo           |
| velho                                 | diâlei, diarei   |
| velha                                 | dihárei          |
| amigo                                 | diakâda          |
| inimigo                               | nhadiakáte       |
| fantasma                              | möuel            |
| alma                                  | nhang            |
| sonho                                 | ákâña            |
| macaco                                | krâkoi           |
| bugio                                 | huimá            |
| onça pintada                          | haiköpintai      |
| puma                                  | punahai          |
| veado                                 | hehehai          |
| lontra                                | hame-ai          |
| anta                                  | telâgoihai       |
| capivara                              | haikehüra        |
| paca                                  | hum-hai          |
| porco-do-mato                         | huhai            |
| queixada                              | haikenhuai       |
| quati                                 | haikancai        |
| tamanduá-bandeira                     | moko hehai       |
| tamanduá-mirim                        | moko-atai        |
| camundongo                            | hararau          |
| ratazana                              | hararau          |
| lebre                                 | têká             |
| tatu                                  | hekeldiâve       |
| pássaro pequeno                       | gurokihánge      |
| ovo                                   | [em branco]      |
| jacu                                  | kukai            |
| jacutinga                             | pinpiai          |
| urubu (corvo)-preto                   | fofoai           |
| urubu (corvo) branco                  | peke-hararau     |
| urubu (corvo)-de-cabeça-vermelha      | niampine         |
| pombo grande                          | hãhãhai          |
| pombo pequeno                         | hehai            |
| peixe                                 | radja            |
| cobra                                 | moi              |
| cobra cascavel                        | diagoi           |
| sapo                                  | ndoi             |
| lagarto                               | moihiruai        |
| formiga                               | arará            |
| mosquito                              | malêgue          |
| mosca                                 | mêro             |
| abelha                                | êi               |
| mel                                   | ikânge           |
| gafanhoto                             | toko             |
| vespa                                 | kawá             |
| piolho                                | kö               |
| aranha                                | ñadú             |
| árvore                                | áuéra            |
| folha                                 | há               |
| casca de árvore                       | ipegwa           |
| raiz                                  | hâpó             |
| espinho                               | hâté             |
| resina                                | huawaai          |
| flor                                  | debótérame       |
| taquara (bambu)                       | tákua            |
| cana, caniço (criciúma)               | kailekomhuá      |
| grande                                | halêdja, hauidja |
| pequeno                               | teai             |
| alto                                  | niauai           |
| velho                                 | inama            |
| frio                                  | ñrandja          |
| quente                                | hâko             |
| molhado                               | awaba            |
| doente                                | hâde             |
| branco                                | katahai          |
| preto                                 | hûntai           |
| vermelho                              | putâdai          |
| azul                                  | awete            |
| verde                                 | awete            |
| não                                   | ñiá              |

Ortografia utilizada por Fernandes (1958)
- â - quantidade
- à - acentuação
- tx - como em espanhol ch
- di - como em tcheco d'
- h - aspirado como para indicar vogal nasal em alemão
- ñ - como em espanhol
- x - como em português (= ch)
- ti - como em português
- j - como em português
- n - após vogal